# Manfred Glotz
Manfred Glotz (* 25. Januar 1942 in Penzig; † 7. Mai 1965 in Ilfeld) war ein Todesopfer an der innerdeutschen Grenze.

## Leben
Manfred Glotz war Rohrleger im VEB Kaliwerk Roßleben. Aus Furcht vor einer siebenmonatigen Haftstrafe wegen Diebstahls, zu der er verurteilt wurde und die er noch nicht angetreten hatte, entschloss sich Glotz, zusammen mit einem Bekannten, Udo Sch., in die Bundesrepublik zu flüchten. Am 4. Mai 1965 gelang es ihnen, bei Rothesütte die Grenzanlagen zu überqueren. Bereits jenseits der Sperranlagen, 30 Meter vor der eigentlichen Grenze, wurde Glotz angeschossen. Auch Udo Sch. wurde getroffen, konnte jedoch das Bundesgebiet noch erreichen. Die DDR-Grenzer zündeten zunächst Nebelkerzen, um auf westlicher Seite anwesenden Personen die Sicht zu nehmen, bevor sie Glotz bargen. Dieser starb drei Tage später im Krankenhaus.
In den 1990er Jahren ermittelte die Staatsanwaltschaft II beim Landgericht Berlin wegen des Todes von Manfred Glotz. Doch die Beweisführung erwies sich als unmöglich. Es konnte nicht festgestellt werden, ob ein Tötungsvorsatz bestand und wer die tödliche MPi-Salve auf Manfred Glotz abgegeben hatte. Das Ermittlungsergebnis reichte zur Erhebung einer öffentlichen Klage wegen Totschlags nicht aus, weswegen das Verfahren 1998 eingestellt wurde.